# ويليام بلامر بينتون
ويليام بلامر بينتون (بالإنجليزية: William Plummer Benton)‏ هو محامي وضابط أمريكي، ولد في 25 ديسمبر 1828 في نيو ماركت في الولايات المتحدة، وتوفي في 14 مارس 1867 في نيو أورلينز في الولايات المتحدة.

## وصلات خارجية
- ويليام بلامر بينتون على موقع إن إن دي بي (الإنجليزية)